# Henri Lebasque
Joseph Henri Baptiste Lebasque (Champigné, 25 settembre 1865 – Le Cannet, 7 agosto 1937) è stato un pittore francese, di scuola post-impressionista.

## Biografia
Nacque in una famiglia modesta (il padre era bottaio) e si iscrisse all'Académie Colarossi nel 1886. In seguito collaborò con Ferdinand Humbert agli affreschi del Panthéon per sei anni, a partire dal 1888.

Iniziò poi ad esporre i suoi lavori presso la "Società degli Artisti Francesi" e al Salon degli Indipendenti, lavorando assieme a Maximilien Luce e a Paul Signac.

Espose anche alla "Società nazionale di Belle arti", dove, nel 1902, conobbe Pissarro, artista che esercitò subito una grande influenza sulle sue concezioni pittoriche. Nei suoi viaggi, inoltre, si recò a Londra dove scoprì la pittura di Turner. Questi apporti culturali consolidarono la sua formazione e gli aprirono nuove vie espressive, che egli esperì sempre con grande maestria.
Nel 1903 lo Stato acquistò il suo quadro "Merenda sull'erba". Collaborò quindi con Félix Vallotton e Georges Rouault a delle prove di decorazione su ceramica presso André Methey nel 1906 e realizzò decorazioni e arredi per teatri e per diversi ambienti parigini.
Terminata la guerra, alla quale partecipò, nel 1922 espose alla galleria E. Druet. Due anni dopo comprò la villa "Beau Site", dove abitò sino al 1930. Nel 1925 fu promosso ufficiale della Legion d'Onore e dal 1927 non accettò più di firmare contratti con i mercanti d'arte.

Nel 1930 lasciò Parigi per il Sud della Francia ed acquistò una casa sulla Costa Azzurra a Le Cannet, in rue Danys. Lì incontrò e frequentò assiduamente 
Dunoyer de Segonsec, noto illustratore, e il pittore Pierre Bonnard, che si erano stabiliti anche loro a Le Cannet già nel 1925.

A Le Cannet Henri Lebasque morì nel 1937, all'età di 72 anni.

## Alcune opere
- Le Cannet in primavera -  Museo di Belle arti, Caen, 1927.
- La Marne alla chiusa di Chalifert - Museo Lambinet,  Versailles,  1900.
- Porto di Saint-Tropez -  Museo de l'Annonciade, Porto di Saint-Tropez, prima del 1936.
- Due donne su un balcone o Sul balcone, con la vista dell'Estérel - Museo di Belle arti, Lione, 1925-1926.
- Nudo - Museo Fabre,  Montpellier,  1936.
- Paesaggio a Chemillé - Collezione privata.

Altre opere si trovano al Museo Faure di Aix-les-Bains, in Savoia.

## Galleria d'immagini

### Personaggi femminili

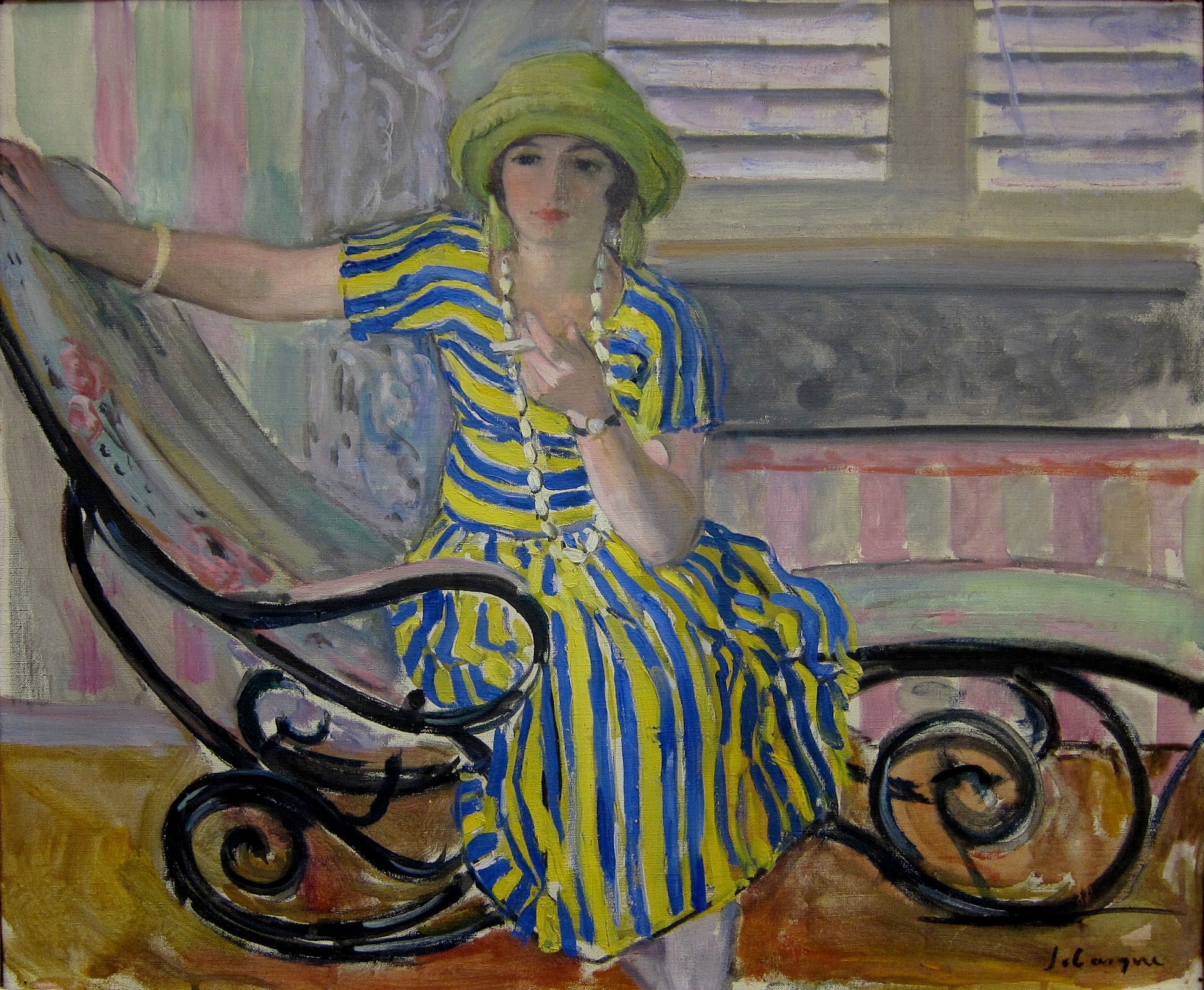
La sigaretta
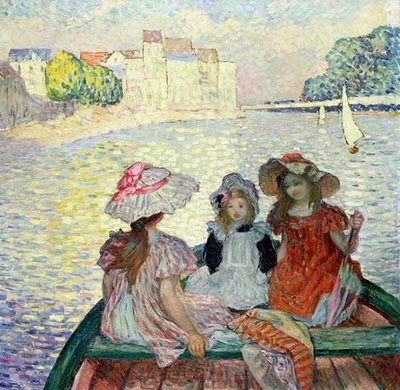
Giovanette in barca
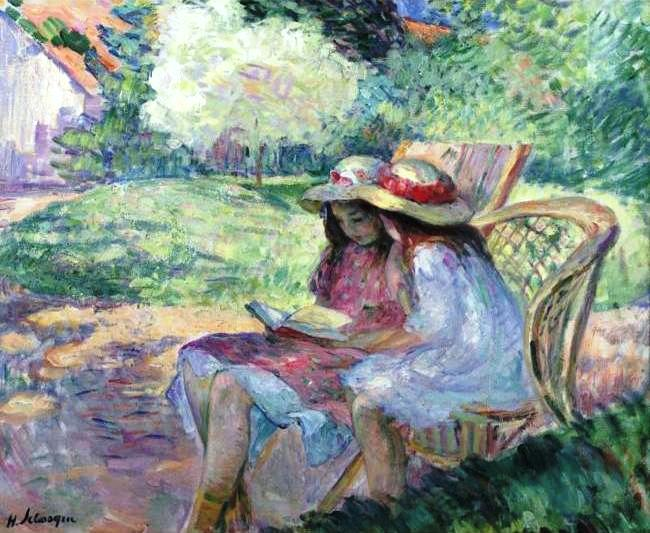
Bambine che leggono
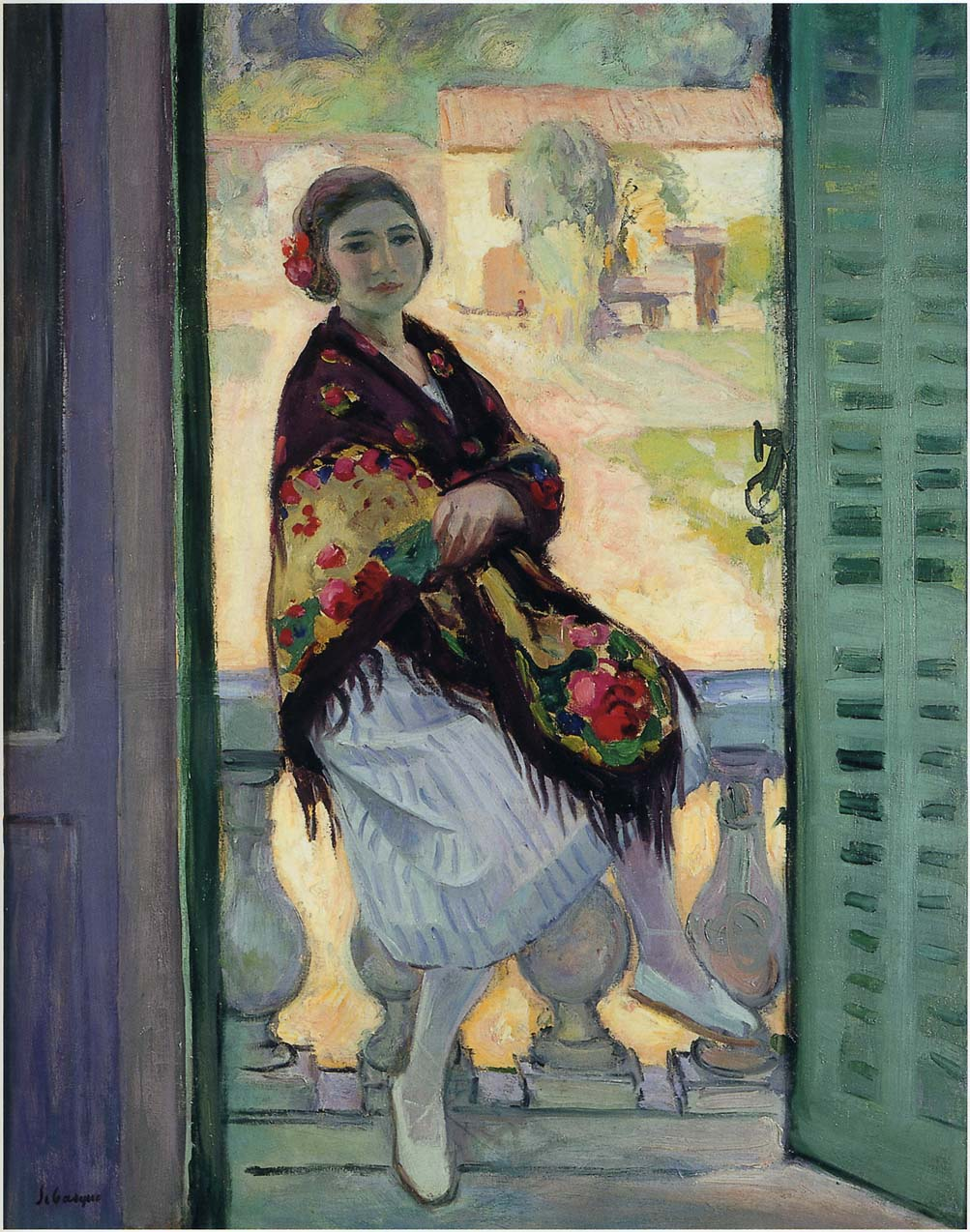
Nono sul balcone

### Nudi

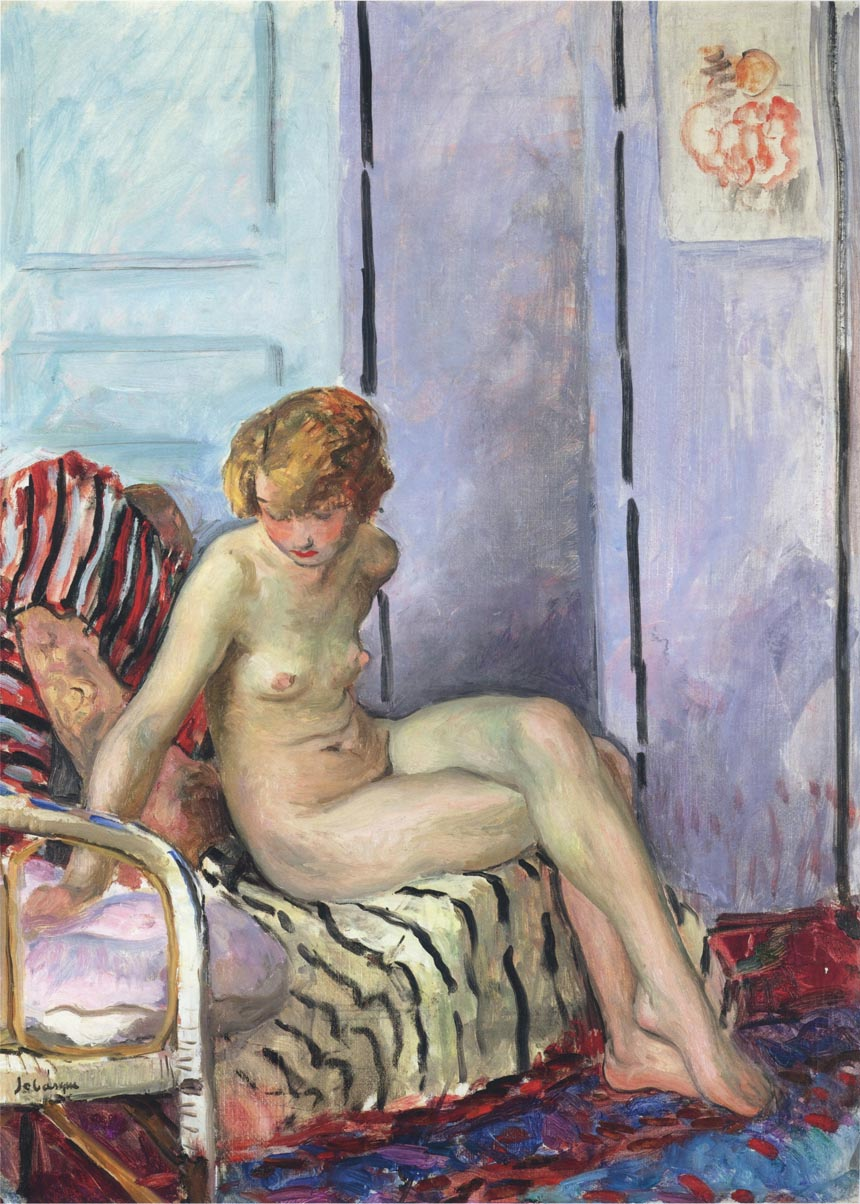
Nudo
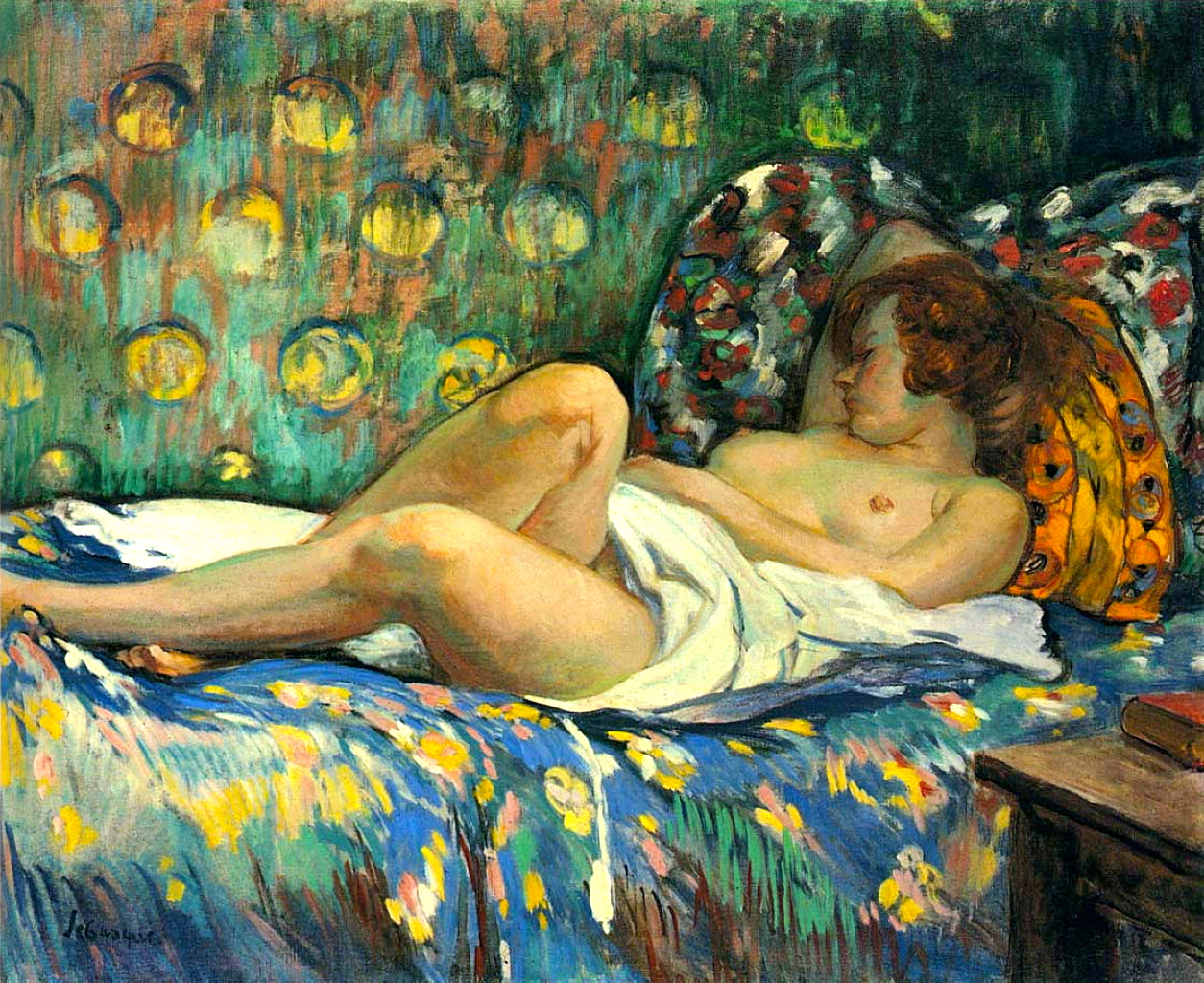
Nudo addormentato
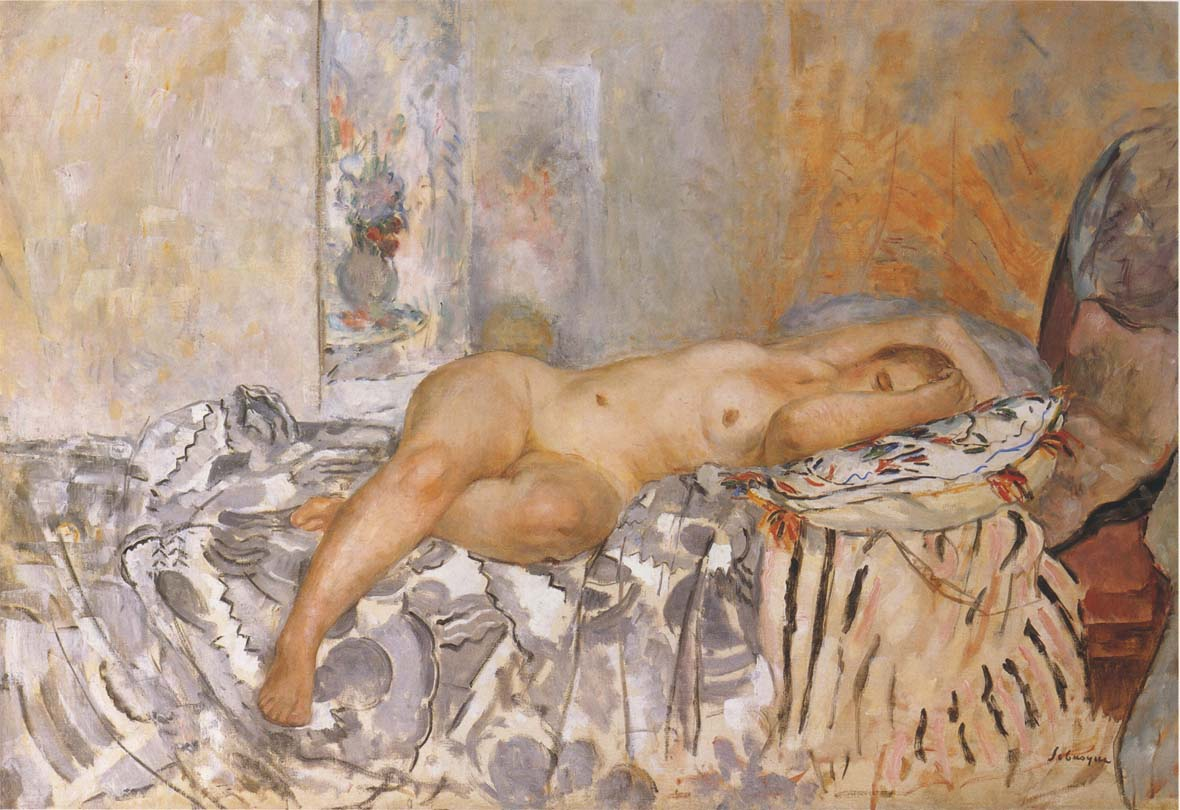
Nudo su una coperta spagnola
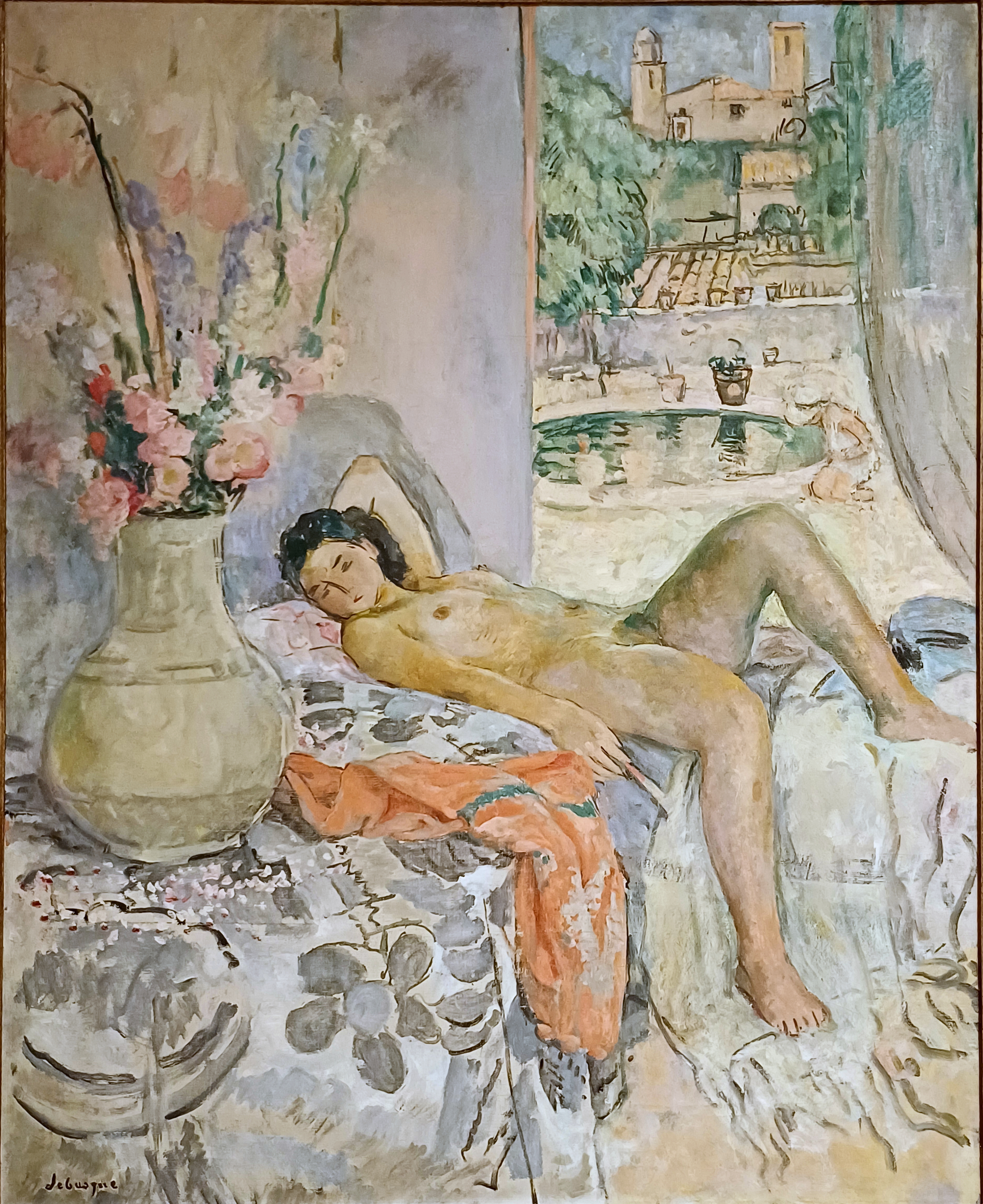
Nudo disteso
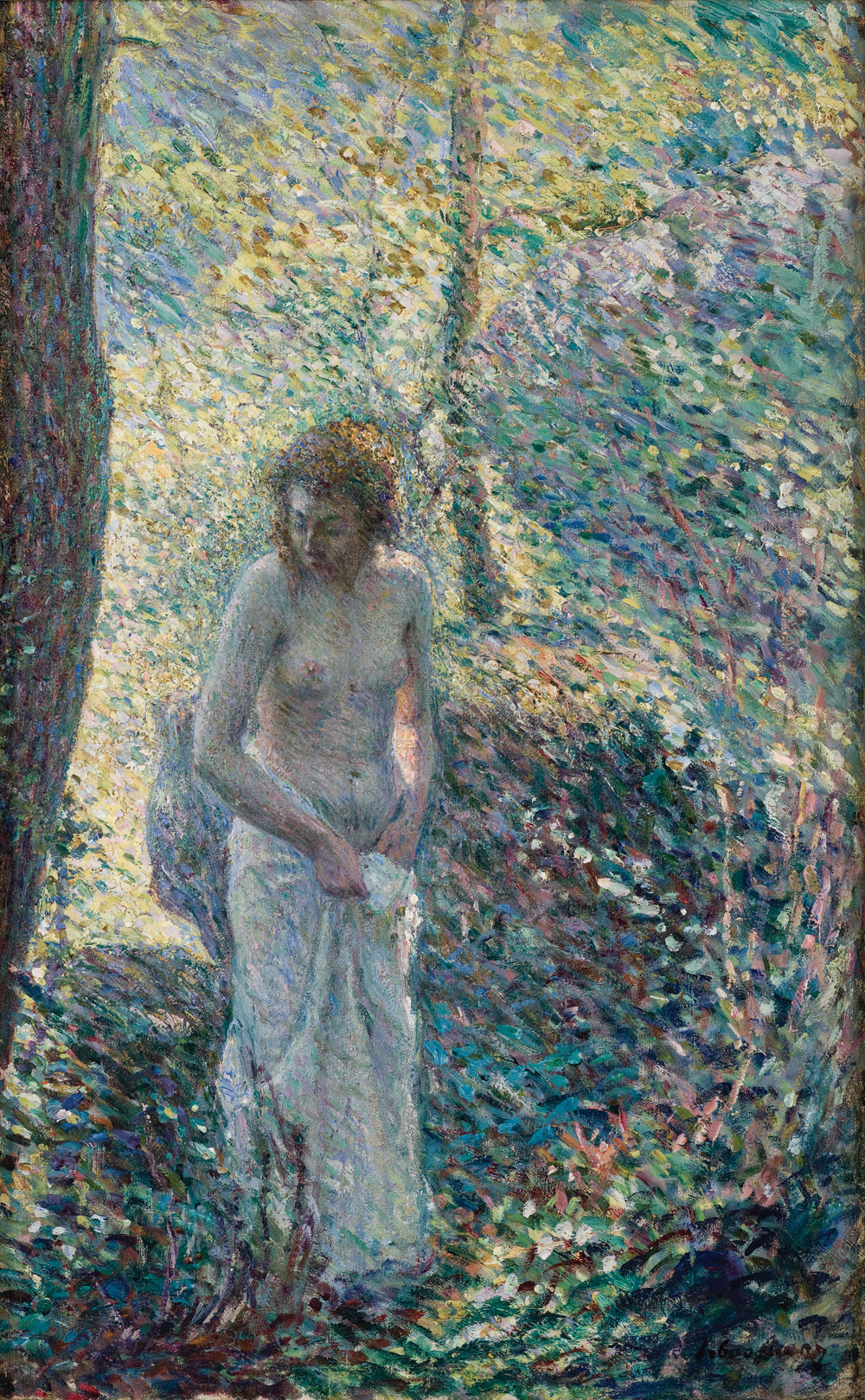
Nudo nel bosco

### Paesaggi

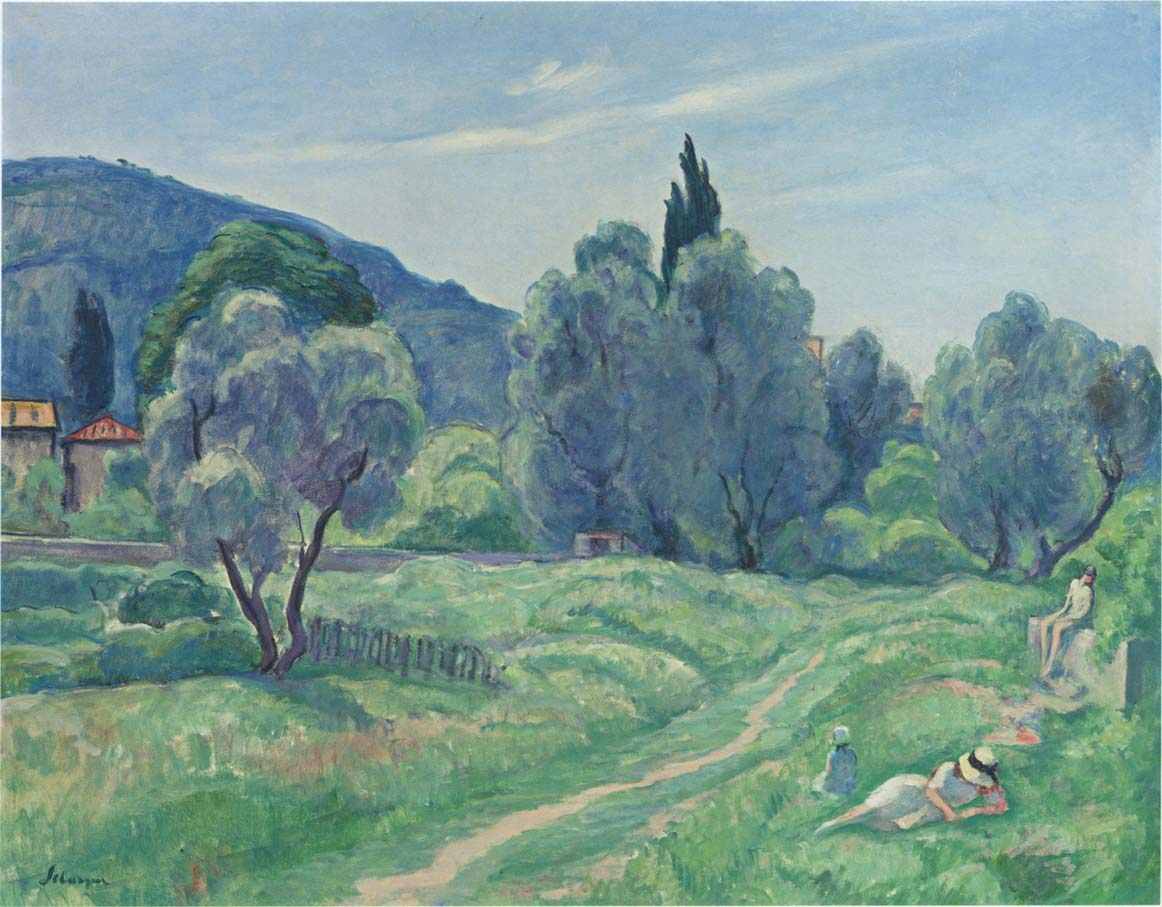
Oliveto a Cannes
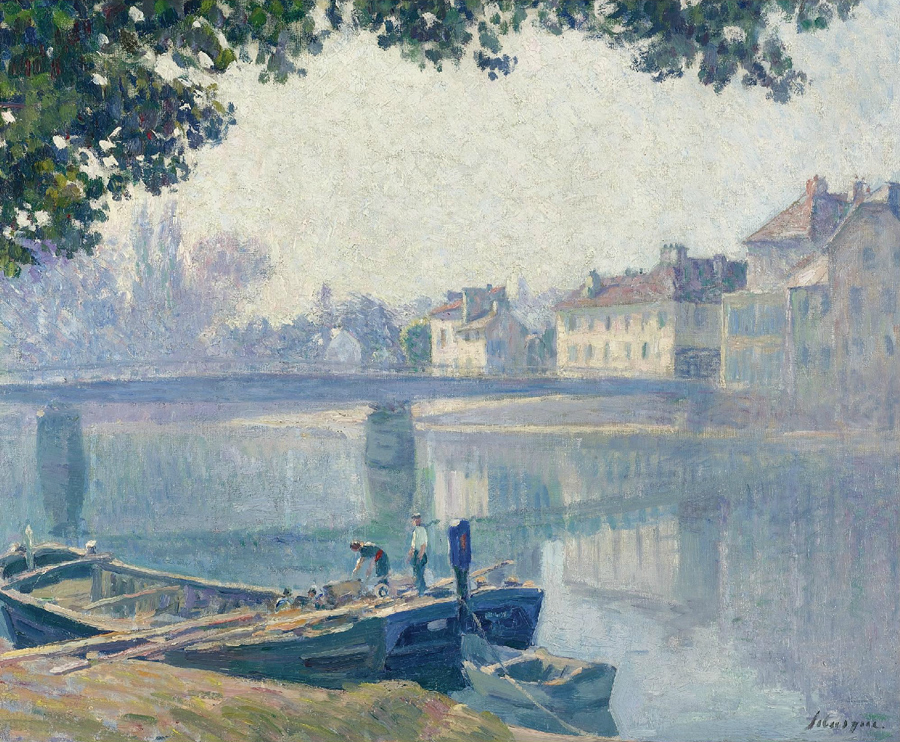
Le rive della Marna
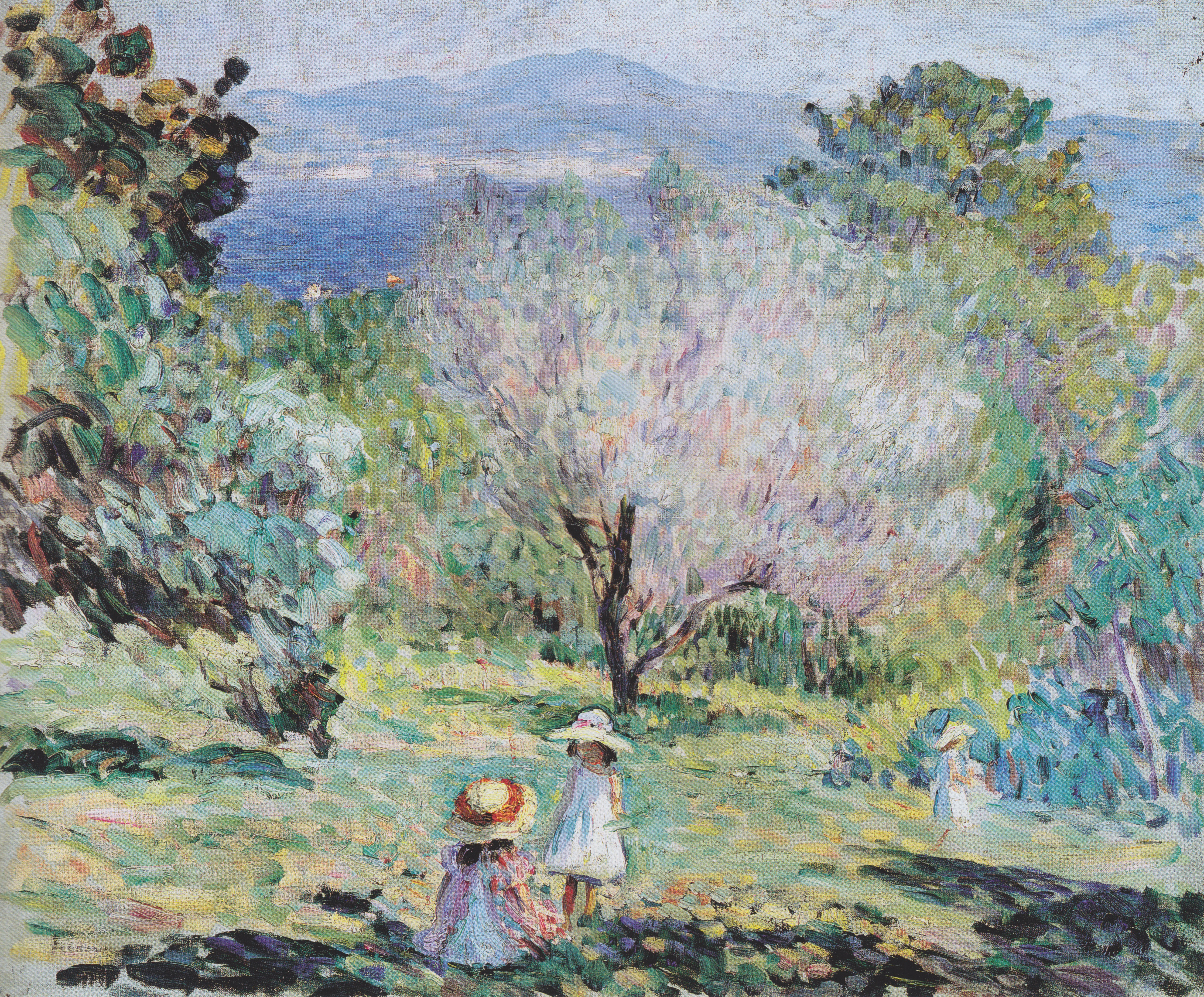
Giovanette in un paesaggio col mare
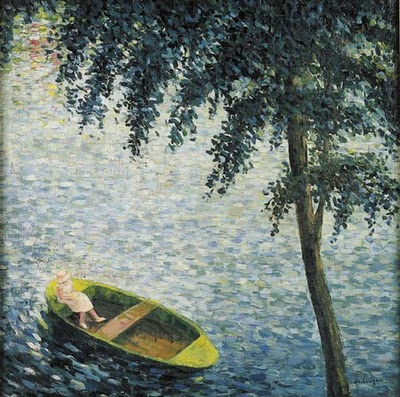
Una ragazza in barca